# Verrijzeniskerk (Eindhoven)
De Verrijzeniskerk was een rooms-katholieke parochiekerk aan de Fransebaan 93 in de wijk Achtse Barrier van het Eindhovense stadsdeel Woensel.
Het is een bakstenen gebouwtje in de stijl van de wijk, voorzien van een bescheiden klokkentorentje, eveneens in baksteen uitgevoerd. Op de gevel is een eenvoudig kruis aangebracht.
Het zaalkerkje werd ingewijd in 1988. Het deed dienst voor de bewoners van de in de jaren 80 van de 20e eeuw gebouwde woonwijk Achtse Barrier. Architect was het bureau Thomassen en Vaessen. Aanvankelijk konden ook de hervormden en gereformeerden er terecht. Op 2 december 2012 werd het gebouwtje onttrokken aan de eredienst.